# Ronde van Spanje 2021

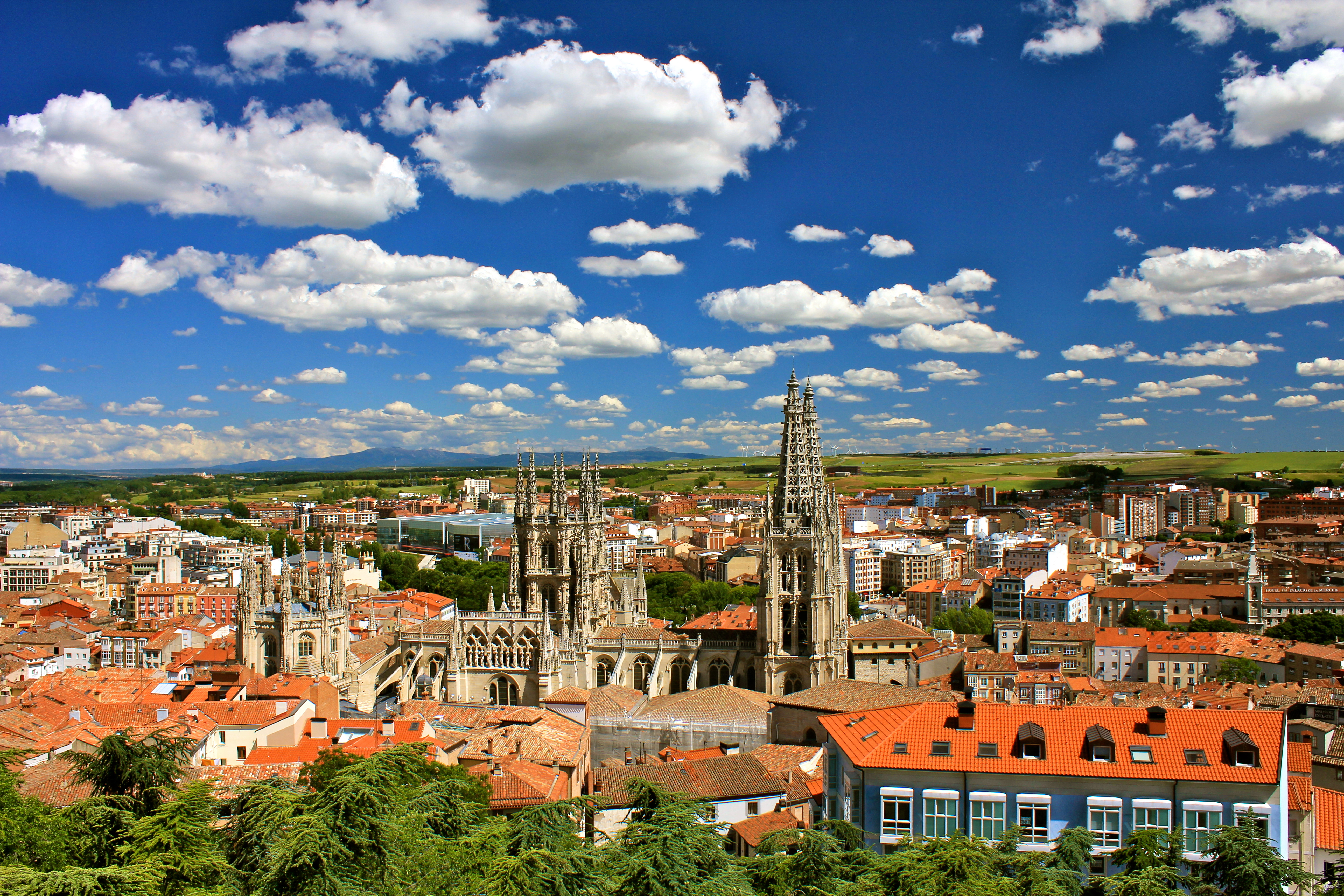
Startplaats Burgos

De 76e editie van de Ronde van Spanje was een meerdaagse wielerwedstrijd in Spanje. Deze grote ronde ging op 14 augustus 2021 van start in Burgos en eindigde op 5 september 2021 in Santiago de Compostella.
Voor de derde maal op rij werd de Vuelta gewonnen door de Sloveen Primož Roglič, die bovendien (net als in 2020) vier etappes op zijn naam schreef. Belgische en Nederlandse etappezeges werden behaald door respectievelijk Jasper Philipsen (twee etappes) en Fabio Jakobsen (drie etappes). Jakobsen won bovendien het puntenklassement.

## Deelnemende ploegen
Er namen 23 ploegen deel aan deze Vuelta: de negentien UCI World Tour-ploegen plus Alpecin-Fenix (het winnende team van de UCI ProSeries in 2020) en de Spaanse ploegen Burgos-BH, Caja Rural-Seguros RGA en Euskaltel-Euskadi.

## Favorieten
Topfavorieten voor het eindklassement waren Primož Roglič (winnaar van de Ronde van Spanje in 2019 en 2020), Egan Bernal (winnaar van de Ronde van Frankrijk in 2019 en de Ronde van Italië in 2021) en Richard Carapaz (winnaar van de Ronde van Italië in 2019 en de Olympische wegwedstrijd in 2021). Daarnaast werden vooraf onder meer Mikel Landa, Enric Mas en Adam Yates genoemd als kanshebbers.

## Etappe-overzicht
| Datum       | Etappe  | Start – finish                          | Afstand (km) | Type                | Winnaar             | Ploeg                              | Klassementsleider    |
| ----------- | ------- | --------------------------------------- | ------------ | ------------------- | ------------------- | ---------------------------------- | -------------------- |
| 14 augustus | 1       | Burgos – Burgos                         | 7,1          | Individuele tijdrit | Primož Roglič       | Team Jumbo-Visma                   | Primož Roglič        |
| 15 augustus | 2       | Caleruega – Burgos                      | 166,7        | Vlakke rit          | Jasper Philipsen    | Alpecin-Fenix                      | Primož Roglič        |
| 16 augustus | 3       | Santo Domingo de Silos – Picón Blanco   | 202,8        | Bergrit             | Rein Taaramäe       | Intermarché-Wanty-Gobert Matériaux | Rein Taaramäe        |
| 17 augustus | 4       | El Burgo de Osma – Molina de Aragón     | 163,9        | Vlakke rit          | Fabio Jakobsen      | Deceuninck–Quick-Step              | Rein Taaramäe        |
| 18 augustus | 5       | Tarancón – Albacete                     | 184,4        | Vlakke rit          | Jasper Philipsen    | Alpecin-Fenix                      | Kenny Elissonde      |
| 19 augustus | 6       | Requena – Alto de Cullera               | 158,3        | Bergrit             | Magnus Cort         | EF Education-Nippo                 | Primož Roglič        |
| 20 augustus | 7       | Gandia – Balcón de Alicante             | 152          | Bergrit             | Michael Storer      | Team DSM                           | Primož Roglič        |
| 21 augustus | 8       | Santa Pola – La Manga del Mar Menor     | 173,7        | Vlakke rit          | Fabio Jakobsen      | Deceuninck–Quick-Step              | Primož Roglič        |
| 22 augustus | 9       | Puerto Lumbreras – Alto de Velefique    | 188          | Bergrit             | Damiano Caruso      | Bahrain-Victorious                 | Primož Roglič        |
| 23 augustus | Rustdag | Rustdag                                 | Rustdag      | Rustdag             | Rustdag             | Rustdag                            | Rustdag              |
| 24 augustus | 10      | Roquetas de Mar – Rincón de la Victoria | 189          | Heuvelrit           | Michael Storer      | Team DSM                           | Odd Christian Eiking |
| 25 augustus | 11      | Antequera – Valdepeñas de Jaén          | 133,6        | Heuvelrit           | Primož Roglič       | Team Jumbo-Visma                   | Odd Christian Eiking |
| 26 augustus | 12      | Jaén – Córdoba                          | 175          | Heuvelrit           | Magnus Cort         | EF Education-Nippo                 | Odd Christian Eiking |
| 27 augustus | 13      | Belmez – Villanueva de la Serena        | 203,7        | Vlakke rit          | Florian Sénéchal    | Deceuninck–Quick-Step              | Odd Christian Eiking |
| 28 augustus | 14      | Don Benito – Pico Villuercas            | 165,7        | Bergrit             | Romain Bardet       | Team DSM                           | Odd Christian Eiking |
| 29 augustus | 15      | Navalmoral de la Mata – El Barraco      | 197,5        | Bergrit             | Rafał Majka         | UAE Team Emirates                  | Odd Christian Eiking |
| 30 augustus | Rustdag | Rustdag                                 | Rustdag      | Rustdag             | Rustdag             | Rustdag                            | Rustdag              |
| 31 augustus | 16      | Laredo – Santa Cruz de Bezana           | 180          | Vlakke rit          | Fabio Jakobsen      | Deceuninck–Quick-Step              | Odd Christian Eiking |
| 1 september | 17      | Unquera – Meren van Covadonga           | 185,8        | Bergrit             | Primož Roglič       | Team Jumbo-Visma                   | Primož Roglič        |
| 2 september | 18      | Salas – Altu d’El Gamoniteiru           | 162,6        | Bergrit             | Miguel Ángel López  | Movistar Team                      | Primož Roglič        |
| 3 september | 19      | Tapia – Monforte de Lemos               | 191,2        | Heuvelrit           | Magnus Cort         | EF Education-Nippo                 | Primož Roglič        |
| 4 september | 20      | Sanxenxo – Mos                          | 202,2        | Bergrit             | Clément Champoussin | AG2R-Citroën                       | Primož Roglič        |
| 5 september | 21      | Padrón – Santiago de Compostella        | 33,8         | Individuele tijdrit | Primož Roglič       | Team Jumbo-Visma                   | Primož Roglič        |

## Klassementenverloop
| Etappe      | Winnaar             | Algemeen klassement  | Puntenklassement | Bergklassement | Jongerenklassement | Ploegenklassement  | Strijdlust      |
| 1           | Primož Roglič       | Primož Roglič        | Primož Roglič1   | Sepp Kuss      | Andrea Bagioli     | Team Jumbo-Visma   | niet uitgereikt |
| 2           | Jasper Philipsen    | Primož Roglič        | Jasper Philipsen | Sepp Kuss      | Andrea Bagioli     | Team Jumbo-Visma   | Diego Rubio     |
| 3           | Rein Taaramäe       | Rein Taaramäe        | Jasper Philipsen | Rein Taaramäe2 | Egan Bernal        | UAE Team Emirates  | Julen Amezqueta |
| 4           | Fabio Jakobsen      | Rein Taaramäe        | Fabio Jakobsen   | Rein Taaramäe2 | Egan Bernal        | UAE Team Emirates  | Ángel Madrazo   |
| 5           | Jasper Philipsen    | Kenny Elissonde      | Jasper Philipsen | Rein Taaramäe2 | Egan Bernal        | UAE Team Emirates  | Oier Lazkano    |
| 6           | Magnus Cort         | Primož Roglič        | Jasper Philipsen | Rein Taaramäe2 | Egan Bernal        | Movistar Team      | Joan Bou        |
| 7           | Michael Storer      | Primož Roglič        | Jasper Philipsen | Pavel Sivakov  | Egan Bernal        | Movistar Team      | Michael Storer  |
| 8           | Fabio Jakobsen      | Primož Roglič        | Fabio Jakobsen   | Pavel Sivakov  | Egan Bernal        | Movistar Team      | Aritz Bagües    |
| 9           | Damiano Caruso      | Primož Roglič        | Fabio Jakobsen   | Damiano Caruso | Egan Bernal        | Movistar Team      | Julen Amezqueta |
| 10          | Michael Storer      | Odd Christian Eiking | Fabio Jakobsen   | Damiano Caruso | Egan Bernal        | INEOS Grenadiers   | Matteo Trentin  |
| 11          | Primož Roglič       | Odd Christian Eiking | Fabio Jakobsen   | Damiano Caruso | Egan Bernal        | INEOS Grenadiers   | Jonathan Lastra |
| 12          | Magnus Cort         | Odd Christian Eiking | Fabio Jakobsen   | Damiano Caruso | Egan Bernal        | INEOS Grenadiers   | Julen Amezqueta |
| 13          | Florian Sénéchal    | Odd Christian Eiking | Fabio Jakobsen   | Damiano Caruso | Egan Bernal        | INEOS Grenadiers   | Álvaro Cuadros  |
| 14          | Romain Bardet       | Odd Christian Eiking | Fabio Jakobsen   | Romain Bardet  | Egan Bernal        | INEOS Grenadiers   | Daniel Navarro  |
| 15          | Rafał Majka         | Odd Christian Eiking | Fabio Jakobsen   | Romain Bardet  | Egan Bernal        | INEOS Grenadiers   | Rafał Majka     |
| 16          | Fabio Jakobsen      | Odd Christian Eiking | Fabio Jakobsen   | Romain Bardet  | Egan Bernal        | INEOS Grenadiers   | Jetse Bol       |
| 17          | Primož Roglič       | Primož Roglič        | Fabio Jakobsen   | Romain Bardet  | Egan Bernal        | Bahrain-Victorious | Egan Bernal     |
| 18          | Miguel Ángel López  | Primož Roglič        | Fabio Jakobsen   | Michael Storer | Egan Bernal        | Bahrain-Victorious | Michael Storer  |
| 19          | Magnus Cort         | Primož Roglič        | Fabio Jakobsen   | Michael Storer | Egan Bernal        | Bahrain-Victorious | Andreas Kron    |
| 20          | Clément Champoussin | Primož Roglič        | Fabio Jakobsen   | Michael Storer | Gino Mäder         | Bahrain-Victorious | Ryan Gibbons    |
| 21          | Primož Roglič       | Primož Roglič        | Fabio Jakobsen   | Michael Storer | Gino Mäder         | Bahrain-Victorious | niet uitgereikt |
| Eindstanden | Eindstanden         | Primož Roglič        | Fabio Jakobsen   | Michael Storer | Gino Mäder         | Bahrain-Victorious | Magnus Cort     |

1 De groene trui werd in de tweede etappe gedragen door Alex Aranburu, de nummer twee in het puntenklassement achter rodetruidrager Primož Roglič.

2 De bolletjestrui werd in de vierde en vijfde etappe gedragen door Kenny Elissonde, de nummer twee in het bergklassement achter rodetruidrager Rein Taaramäe.

## Eindklassementen

### Algemeen klassement
| Plaats    | Naam                | Ploeg                 | Tijd       |
| --------- | ------------------- | --------------------- | ---------- |
| Rode trui | Primož Roglič       | Team Jumbo-Visma      | 83u55'29"  |
| 2         | Enric Mas           | Movistar Team         | + 4'42"    |
| 3         | Jack Haig           | Bahrain-Victorious    | + 7'40"    |
| 4         | Adam Yates          | Team INEOS Grenadiers | + 9'06"    |
| 5         | Gino Mäder          | Bahrain-Victorious    | + 11'33"   |
| 6         | Egan Bernal         | Team INEOS Grenadiers | + 13'27"   |
| 7         | David de la Cruz    | UAE Team Emirates     | + 18'33"   |
| 8         | Sepp Kuss           | Team Jumbo-Visma      | + 18'55"   |
| 9         | Guillaume Martin    | Cofidis               | + 20'27"   |
| 10        | Felix Großschartner | BORA-hansgrohe        | + 22'22"   |
|           |                     |                       |            |
| 12        | Steven Kruijswijk   | Team Jumbo-Visma      | + 26'42"   |
| 20        | Steff Cras          | Lotto Soudal          | + 1u22'06" |

### Nevenklassementen
| Puntenklassement |                |                       |        |
| Plaats           | Naam           | Ploeg                 | Punten |
| Groene trui      | Fabio Jakobsen | Deceuninck–Quick-Step | 250    |
| 2                | Primož Roglič  | Team Jumbo-Visma      | 199    |
| 3                | Magnus Cort    | EF Education-Nippo    | 161    |
|                  |                |                       |        |
| 13               | Stan Dewulf    | AG2R-Citroën          | 82     |

| Bergklassement        |                  |                    |        |
| Plaats                | Naam             | Ploeg              | Punten |
| Bolletjestrui (blauw) | Michael Storer   | Team DSM           | 80     |
| 2                     | Romain Bardet    | Team DSM           | 61     |
| 3                     | Primož Roglič    | Team Jumbo-Visma   | 51     |
|                       |                  |                    |        |
| 17                    | Wout Poels       | Bahrain-Victorious | 9      |
| 45                    | Sylvain Moniquet | Lotto Soudal       | 2      |

| Jongerenklassement |                  |                       |            |
| Plaats             | Naam             | Ploeg                 | Tijd       |
| Witte trui         | Gino Mäder       | Bahrain-Victorious    | 84u07'02"  |
| 2                  | Egan Bernal      | Team INEOS Grenadiers | + 1'54"    |
| 3                  | Juan Pedro López | Trek-Segafredo        | + 19'48"   |
|                    |                  |                       |            |
| 6                  | Steff Cras       | Lotto Soudal          | + 1u10'33" |
| 15                 | Thymen Arensman  | Team DSM              | + 3u03'26" |

| Ploegenklassement |                                    |            |
| Plaats            | Ploeg                              | Tijd       |
| 1                 | Bahrain-Victorious                 | 252u19'35" |
| 2                 | Team Jumbo-Visma                   | + 7'26"    |
| 3                 | Team INEOS Grenadiers              | + 32'18"   |
|                   |                                    |            |
| 5                 | Intermarché-Wanty-Gobert Matériaux | + 1u15'05" |